# 無足新南乳魚
無足新南乳魚，為輻鰭魚綱胡瓜魚目南乳魚科新南乳鱼属的其中一種，被IUCN列為易危保育類動物，分布於紐西蘭的淡水水域，體長可達11公分，生活習性不明。

## 擴展閱讀
維基物種上的相關：無足新南乳魚